# Nanny (Film)
Nanny ist ein US-amerikanischer Spielfilm von Nikyatu Jusu aus dem Jahr 2022. Das Filmdrama mit Horrorelementen stellt eine durch Anna Diop verkörperte senegalesische Immigrantin in den Mittelpunkt, die in New York für eine Familie als Kindermädchen arbeitet und dabei vermehrt unter Visionen in Verbindung mit ihrer afrikanischen Heimat leidet.
Die Uraufführung des Films fand im Januar 2022 beim 38. Sundance Film Festival statt, wo das Werk den Hauptpreis im US-amerikanischen Spielfilmwettbewerb erhielt. Nach einer Veröffentlichung am 23. November 2022 in ausgewählten US-Kinos wurde Nanny am 16. Dezember 2022 in das Programm von Prime Video aufgenommen.

## Handlung
Als die senegalesische Fremdsprachenlehrerin Aisha in die Vereinigten Staaten immigriert, um den American Dream zu leben, lässt sie ihren sechsjährigen Sohn Lamine in der Obhut ihrer Cousine Mariatou zurück. In New York City lebt die junge Frau bei ihrer Tante Sarah und versucht, sich genügend Geld zu erarbeiten, um ihren Sohn eines Tages nachholen zu können. Als Aisha einen Job als Kindermädchen bei einer wohlhabenden Familie in Manhattan annimmt, gewinnt sie leicht die Zuneigung der jungen Rose. Da deren Eltern Amy und Adam beruflich bedingt kaum Zeit haben, muss Aisha auch über die vereinbarten Arbeitszeiten hinaus für das Mädchen sorgen. Zwar kann sie Rose neben der französischen Sprache so auch die senegalesische Küche näher bringen, wird von der kontrollsüchtigen Amy für den Mehraufwand aber nur selten bezahlt. Adam nimmt die Geldsorgen von Aisha zwar ernster, macht der jungen Senegalesin aber auch Avancen, da es in der Ehe mit seiner Frau nicht mehr richtig läuft.
Während Aishas Fürsorge für Rose stetig zunimmt, leidet sie vermehrt unter mysteriösen Visionen in Verbindung mit ihrer Heimat. So sieht sie neben den afrikanischen Gottheiten Mami Wata und Anansi auch ihren Sohn Lamine und hat Einbildungen davon, wie sie in die Tiefe des Wassers sinkt. Als Aisha mit dem Concierge Malik zusammenkommt, lernt sie dessen Großmutter Kathleen kennen. Die selbsternannte Seherin warnt Aisha vor der von Mami Wata ausgehenden Gefahr und merkt an, dass ihr Erscheinen meist als Warnung verstanden wird.
Aisha wird zunehmend nervöser, da sie Mariatou und Lamine telefonisch aufgrund der Zeitverschiebung über längere Zeit nicht erreichen kann. Als sie sich genug Geld erarbeitet hat, um für ihren Sohn den Flug in die Vereinigten Staaten zu bezahlen, kommt nur Mariatou am Flughafen von New York an. Wie sich herausstellt, ist Lamine bereits einige Zeit zuvor im Meer ertrunken. Aisha ist nach dieser Schocknachricht paralysiert und springt in einen Fluss, wird von Malik allerdings vor dem Ertrinken gerettet. Beide bekommen einige Zeit später ein gemeinsames Kind und werden eine Familie.

## Produktion

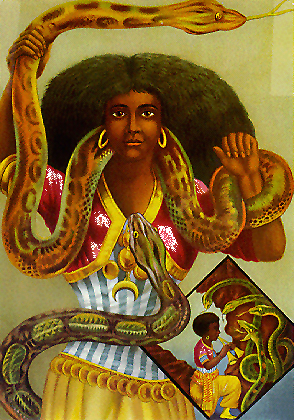
Eine künstlerische Darstellung des afrikanischen Wassergeistes Mami Wata

Nanny ist der erste Spielfilm der sierra-leonisch-amerikanischen Regisseurin und Drehbuchautorin Nikyatu Jusu. Die Filmemacherin arbeitete fast ein Jahrzehnt lang am Drehbuch, das 2020 in der Blacklist der besten unverfilmten Ideen Hollywoods aufgeführt wurde. Jusu äußerte sich über den Film, mit Nanny versuche sie, die Nostalgie zu erforschen, welche Immigrantinnen beim Versuch verspürten, sich in den Vereinigten Staaten ein neues Leben aufzubauen. Frauen wie die Protagonistin Aisha oder ihre eigene Mutter hätten für ein besseres Leben viel geopfert und sich den gesellschaftlichen Erfolg hart erarbeitet, während sie sich mit kulturellen Erzählungen des Überlebens stärken konnten. Die Regisseurin wollte von Beginn an Horrorelemente in das Filmdrama mit einbinden, hatte allerdings Bedenken, dass die Geschichte für ein breites Publikum zu persönlich sein könnte.
Im April 2021 nahmen sich die Produktionsfirmen Stay Gold Features und Topic Studios der Finanzierung des Filmprojektes an, während sich Nikkia Moulterie und Daniela Taplin Lundberg als Produzentinnen anschlossen. Drei Monate später wurde die Hauptrolle der senegalesischen Einwanderin Aisha mit Anna Diop besetzt. Noch im Juni 2022 schlossen sich auch Michelle Monaghan, Sinqua Walls, Morgan Spector und Phylicia Rashād der Besetzung an. Rashād wurde später durch Leslie Uggams ersetzt, die den Cast gemeinsam mit der Kinderdarstellerin Rose Decker abrundete.
Die Dreharbeiten mit Kamerafrau Rina Yang erfolgten vom 28. Juni bis zum 4. August 2021 in New York City.
Nanny wurde am 22. Januar 2022 im Rahmen des Sundance Film Festivals uraufgeführt, woraufhin sich Blumhouse Productions und Amazon Studios im März des Jahres für rund sieben Millionen US-Dollar die internationalen Vertriebsrechte am Film sicherten. Nach der Veröffentlichung eines Trailers am 30. August folgten im Herbst 2022 weitere Aufführungen auf internationalen Filmfestivals, so unter anderem in Toronto, Rio de Janeiro, London, Katalonien, Chicago, Thessaloniki und Stockholm. In den Vereinigten Staaten wurde der Film ab dem 23. November 2022 in ausgewählten Kinos aufgeführt, ehe er weltweit am 16. Dezember 2022 in das Programm von Prime Video aufgenommen wurde.

## Synchronisation
Die deutschsprachige Synchronisation entstand nach einem Dialogbuch von Carsten Bengelsdorf und unter der Dialogregie von Zoë Beck bei VSI Synchron.
| Rolle       | Darsteller              | Synchronsprecher     |
| ----------- | ----------------------- | -------------------- |
| Aisha       | Anna Diop               | Julia Kaufmann       |
| Rose        | Rose Decker             | Elise Schubert       |
| Amy         | Michelle Monaghan       | Gundi Eberhard       |
| Adam        | Morgan Spector          | Florian Halm         |
| Malik       | Sinqua Walls            | Tobias Schmitz       |
| Kathleen    | Leslie Uggams           | Frauke Poolman       |
| Mariatou    | Olamide Candide Johnson | Daniela Grubert      |
| Lamine      | Jahleel Kamara          | Jakob Gisbertz       |
| Nikki       | Princess Adenike        | Catherine Chikosi    |
| Sallay      | Zephani Idoko           | Dela Dabulamanzi     |
| Tante Sarah | Ebbe Bassey             | Meike Finck          |
| Christie    | Stephanie Jae Park      | Jenny Laura Bischoff |
| Cynthia     | Keturah Hamilton        | Elisa Bannat         |

## Rezeption

### Kritiken
Nanny konnte 90 % der 141 bei Rotten Tomatoes gelisteten Kritiker überzeugen und erhielt dabei eine durchschnittliche Bewertung von 7 von 10 Punkten. Als zusammenfassendes Fazit zieht die Seite, angeführt von Anna Diops starker schauspielerischer Darbietung ist das intelligente und beunruhigende Drama ein vielversprechendes Spielfilmdebüt der Regisseurin Nikyatu Jusu. Bei Metacritic erhielt Nanny basierend auf 30 Kritiken einen Metascore von 72 von 100 möglichen Punkten.
Für Jourdain Searles vom Hollywood Reporter sei Nanny eine kontemplative und thematisch reichhaltige Geschichte über die emotionalen und spirituellen Opfer beim Verlassen seines Heimatlandes. Die Regisseurin Nikyatu Jusu inszeniere dabei nicht nur eine realistische Einwanderungserfahrung, sondern fange auch die emotionalen Nuancen ein, wie es sei, wenn sich das Herz noch an einem anderen Ort befinde. Im Kern drehe sich der Film unter dem thematischen Deckmantel der Mutterschaft um Trauer und wie eine neue Heimat diesen Schmerz lindern könne. Die Hauptdarstellerin Anna Diop sei elegant und zurückhaltend, habe eine schöne Chemie mit ihrem Leinwandpartner Sinqua Walls, besteche aber vor allem durch ihre wirkungsvolle Verbindung zur von Leslie Uggams verkörperten spirituellen Seherin. Nicht nur sei es erfrischend zu sehen, dass mit Aisha Stereotypen gebrochen werden würden, sondern auch gekonnt mit afrikanischer Folklore umgegangen und so mehr Aufmerksamkeit auf den zumeist unterrepräsentierten Kontinent gelegt werde. Das Drama verliere sich dabei in vor Wasser triefenden Bildern, bewege sich erzählerisch frei durch Traum und Realität und könne so den Zuschauer mit der Schönheit und Melancholie der Bilder hypnotisieren.
Auch Peter Debruge von Variety lobt die erzählerische Thematik, bei dem die weithin akzeptierte Praktik der Kindermädchen näher beleuchtet werde. Regisseurin Nikyatu Jusu stelle dabei allerdings die bekannten Erzählformeln auf den Kopf und fokussiere sich auf die seltene Perspektive der starken und unabhängigen Nanny Aisha, anstatt die Angst der Eltern, die ihr eigenes Kind einer fremden Person anvertrauen würden, abzubilden. In akribisch ausgearbeiteten Interaktionen zwischen Figuren beweise Jusu ein nuanciertes Verständnis für Rassen- und Klassenbewusstsein, schrecke nicht vor der Macht der Mehrdeutigkeit und Suggestion zurück und finde originelle Wege, um die Ängste ihrer Hauptfigur darzustellen. Der Horrorfaktor komme dabei eher über eine psychologische Ebene, doch auch ein unruhiges Sounddesign trage maßgeblich zur Spannung bei. Kritisiert wird von Debruge, dass der Zuschauer zunächst Schwierigkeiten habe, die Visionen von Aisha schlüssig zu interpretiere, die finale Wendung dann allerdings zu vorhersehbar wäre. Trotzdem sei die Realität weitaus schlimmer als jedes Monster.
Bei Splatting Image meint Adrian Gmelch, dass Nanny Ähnlichkeiten mit zeitgenössischen Art-Horror-Filmen wie beispielsweise von Ari Aster oder Robert Eggers aufweise. Der verwendete Horror sei „erneut bloß ein (stilistisches) Mittel, um die eigentliche Geschichte / das eigentliche Thema (das Trauma, welches viele Flüchtlinge begleitet) eindringlicher zu erzählen und beim Zuschauer zu verankern“. Im Ganzen sei der Film ein sehenswertes Erstlingswerk, das dessen Regisseurin Nikyatu Jusu als ernstzunehmendes Horror-Regietalent positioniere.
Enttäuscht zeigt sich Lisa Wong Macabasco vom Guardian, für die Nanny zunächst als vielversprechender Thriller beginne, zum Ende hin aber zunehmend chaotisch werde. Regisseurin Nikyatu Jusu versehe den Film zwar mit reichhaltigen Details über die Einwanderungserfahrung und könne mit interessanten Aspekten die Spannung über die gesamte Laufzeit aufrechterhalten, verpasse durch die diverse Themensetzung allerdings die Gelegenheit, die reale Ausbeutung und Misshandlung von Hausangestellten in den Vereinigten Staaten näher zu beleuchten. Nanny fehle es so an Schlagkraft, da das Ergebnis eine lose zusammengesetzte Geschichte sei, in der Handlungsstränge entweder gar nicht oder nur in Eile aufgelöst werden würden, auch wenn der Film randvoll mit originellen Ideen und faszinierenden Bildern sei.

### Auszeichnungen
Nanny gewann beim Sundance Film Festival 2022 als erster Horrorfilm den Großen Preis der Jury für den besten amerikanischen Spielfilm. Im selben Jahr wurde Regisseurin Nikyatu Jusu beim Palm Springs International Film Festival als eine von zehn „Directors to Watch“ ausgewählt. Im Folgenden eine Auswahl von weiteren Auszeichnungen und Nominierungen:
AAFCA Awards 2023
- Auszeichnung als Bester Independentfilm[24]

Black Reel Awards 2023
- Auszeichnung als Beste aufstrebende Regisseurin (Nikyatu Jusu)
- Nominierung als Bester Independentfilm
- Nominierung für das Beste Drehbuch (Nikyatu Jusu)
- Nominierung für das Beste Debütdrehbuch (Nikyatu Jusu)
- Nominierung als Beste Hauptdarstellerin (Anna Diop)
- Nominierung als Beste Nachwuchsdarstellerin (Anna Diop)
- Nominierung für die Beste Filmmusik (Tanerélle & Bartek Gliniak)
- Nominierung für das Beste Kostümdesign (Charlese Antoinette Jones)[25]

Black Film Critics Circle Awards 2022
- Auszeichnung mit dem „Special Mention Award“ (Nikyatu Jusu)[26]

Chicago International Film Festival 2022
- Auszeichnung mit dem „Rising Star Award“ (Anna Diop)[27]

Critics’ Choice Super Awards 2023
- Nominierung als Beste Schauspielerin in einem Horrorfilm (Anna Diop)[28]

Fangoria Chainsaw Awards 2023
- Nominierung als Beste Hauptdarstellerin (Anna Diop)[29]

Gotham Awards 2022
- Nominierung für die Beste Nachwuchsleistung (Anna Diop)[30]

Independent Spirit Awards 2023
- Auszeichnung mit dem „Someone to Watch Award“ (Nikyatu Jusu)[31]

National Board of Review Awards 2022
- Aufnahme in die „Liste der zehn besten Independentfilme des Jahres 2022“[32]

Women Film Critics Circle Awards 2022
- Nominierung für den „Josephine Baker Award“ für die beste Darstellung der „Woman-of-Colour-Erfahrung“ in Amerika[33]